# Mechraa Houari Boumedienne
Mechraa Houari Boumedienne es un municipio (baladiyah) de la provincia o valiato de Béchar en Argelia. En abril de 2008 tenía una población censada de 3091 habitantes.
Se encuentra ubicado al oeste del país, en al región desértica de Saoura, cerca de la frontera con Marruecos.